# 前481年
| 千纪： | 前1千纪 |
| 世纪： | 前6世纪 \| 前5世纪 \| 前4世纪 |
| 年代： | 前510年代 \| 前500年代 \| 前490年代 \| 前480年代 \| 前470年代 \| 前460年代 \| 前450年代 |
| 年份： | 前486年 \| 前485年 \| 前484年 \| 前483年 \| 前482年 \| 前481年 \| 前480年 \| 前479年 \| 前478年 \| 前477年 \| 前476年                                                                                |
| 纪年： | 周敬王三十九年 魯哀公十四年 齐简公四年 晉定公三十一年 秦悼公十年 楚惠王八年 宋景公三十六年 卫出公十二年 陳湣公二十一年 蔡成侯十年 郑声公二十年 燕孝公十二年 吴王夫差十五年 越王勾践十六年 杞湣公六年 |

## 大事记
- 雅典和爱琴娜岛之间的战争结束，希腊拥斯巴达为盟首建立联盟。
- 衞國内乱。
- 西狩獲麟，《春秋》絕筆。
- 六月——齊簡公與夫人在倉皇逃往燕國途中，在齊之西北界的舒州（今河北大城縣平舒）被田恒的追兵殺死，田恒另立齊平公，進一步把持政權。

## 出生
- 普罗泰戈拉，古希腊哲学家（逝世于前411年）

## 逝世
- 颜回，孔子学生（前521年出生）。
- 司马耕，宋国人，曾被封楚丘候。
- 孔鯉，孔子之子。
- 齐简公，齐国国君
- 阚止，東周春秋时期齐国的大夫。
- 孟懿子，魯国孟孙氏第9代宗主，名何忌，世稱仲孙何忌，谥號懿，是孟僖子的儿子。